# Ratliff City
Ratliff City är en kommun (town) i Carter County i Oklahoma. Orten har fått namn efter garageägaren Ollie Ratliff. Vid 2010 års folkräkning hade Ratliff City 120 invånare.